# الخداع العسكري الروسي

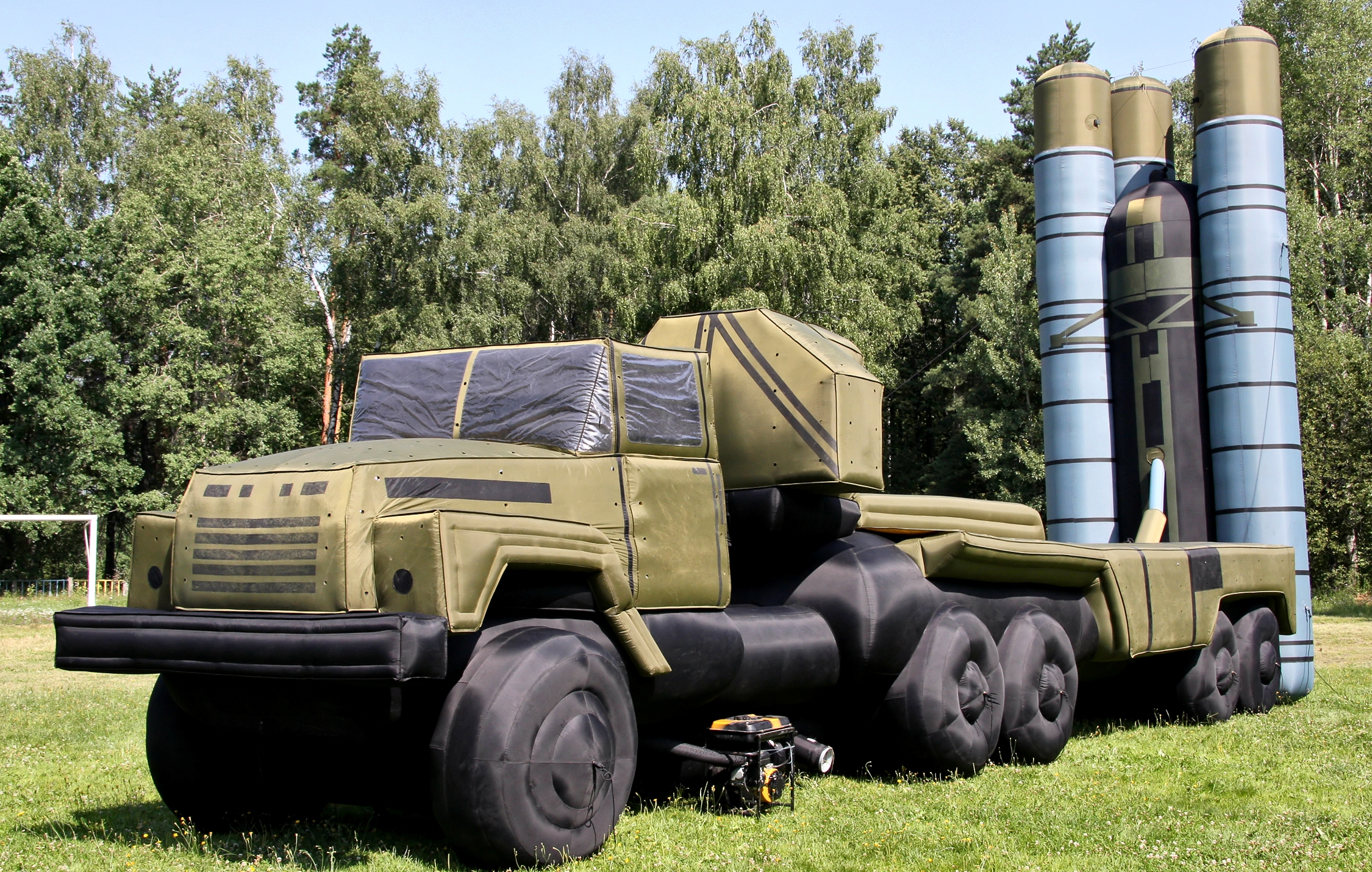
الخداع الميداني للقوات الروسية

الخداع العسكري الروسي، يُعرف أحيانًا بماسكيروفكا (بالروسية: маскировка، الترجمة الحرفية: التخفي)، هو نوع من العقيدة العسكرية، مثل التمويه أو الإنكار والخداع.
تشمل الإجراءات المخادعة الإخفاء والتنكر باستخدام الشراك والدمى والمناورات التي تهدف إلى الخداع والإنكار والتضليل. تشير الموسوعة العسكرية السوفيتية لعام 1944 إلى «وسائل تأمين العمليات القتالية والأنشطة اليومية للقوات؛ وتعقيد الإجراءات الموجهة لتضليل العدو فيما يتعلق بوجود القوات وتنظيمها». أما الإصدارات اللاحقة من العقيدة شملت أيضًا الوسائل الاستراتيجية والسياسية والدبلوماسية بما في ذلك التلاعب «بالحقائق» والحالة والتصورات للتأثير على وسائل الإعلام والرأي حول العالم، وذلك لتحقيق الأهداف التكتيكية والاستراتيجية والوطنية والدولية أو تسهيلها.
ساهم الخداع في الانتصارات السوفيتية الكبرى مثل معركة ستالينغراد، ومعركة كورسك، وعملية باغراتيون (في بيلاروس): في هذه الحالات، تحققت المفاجأة على الرغم من تركيز القوة الكبير، في الهجوم والدفاع. وقد طبقت هذه العقيدة أيضًا في وقت السلم، مع عمليات الإنكار والخداع في أحداث مثل أزمة صواريخ كوبا، وربيع براغ، وضم شبه جزيرة القرم.

## تطور العقيدة
تطورت العقيدة الروسية للخداع العسكري مع مرور الوقت، وهي تشمل عددًا من المعاني. المصطلح الروسي  маскировка (ماسكيروفكا) يعني حرفيًا الإخفاء. كان المعنى العسكري المبكر هو التمويه، وسرعان ما امتد إلى حجب المعركة باستخدام الدخان وطرق أخرى للحجب. ومن هنا جاء معنى أوسع للخداع العسكري، واتسع ليشمل الإنكار والخداع.

### السوابق التاريخية
ممارسة الخداع العسكري بدأت قبل روسيا. ويصف كتاب فن الحرب، الذي كتب في القرن الخامس قبل الميلاد ونُسب إلى الإستراتيجي العسكري الصيني القديم سون تزو، إستراتيجية الخداع: «سأجبر العدو أن يظن قوتنا ضعفًا، وضعفنا قوة، وهكذا سوف يحول قوته إلى ضعف». في وقت مبكر من تاريخ روسيا، في معركة كوليكوفو عام 1380، هزم الأمير ديمتري دونسكوي جيوش القبيلة الذهبية المغولية عن طريق هجوم مفاجئ من فوج مختبئ في الغابة. وما تزال تكتيكات تلك المعركة تُذكر في المدارس العسكرية الروسية.

### قبل الحرب العالمية الثانية
كان للجيش الروسي مدرسة للخداع، نشطت عام 1904، وجرى إغلاقها عام 1929. في هذه الأثناء، بدأ تطوير الخداع العسكري كعقيدة عسكرية في عشرينيات القرن العشرين. ونص التوجيه السوفيتي لعام 1924 للأوامر العليا على أن الخداع العملياتي يجب أن «يستند إلى مبادئ النشاط والطبيعية والتنوع والاستمرارية، ويتضمن السرية والتنكر والإجراءات الحاسمة والمعلومات المضللة». وتنص اللوائح الميدانية للجيش الأحمر لعام 1929 أن «للمفاجأة تأثير مذهل على العدو. ولهذا السبب يجب أن تجري جميع عمليات القوات بأكبر قدر من الإخفاء والسرعة». وكان الإخفاء يتحقق من خلال إثارة حيرة العدو من ناحية التحركات والتمويه واستخدام التضاريس والسرعة واستخدام الليل والضباب والسرية. «وهكذا في الفن العسكري السوفيتي خلال عشرينيات القرن العشرين، جرى تطوير نظرية ماسكيروفكا العملياتية كواحدة من أهم الوسائل لتحقيق المفاجأة في العمليات». تضع تعليمات المعركة في العمق عام 1935 ثم اللوائح الميدانية لعام 1936 تشديدًا متزايدًا على الخداع المستخدم في المعركة. وتحدد التعليمات طرق تحقيق المفاجأة على أنها التفوق الجوي؛ وجعل القوات متحركة وقابلة للمناورة؛ وتمويه تركيز القوى؛ والحفاظ على سرية استعدادات الأسلحة؛ وتضليل العدو؛ والتستر بالدخان والخداع التقني؛ واستعمال الظلام كغطاء. في الغزو الروسي لفنلندا عام 1939، كانت القوات السوفيتية ترتدي ملابس التمويه الشتوية البيضاء.

### مفهوم عام 1944
تعرف الموسوعة العسكرية السوفيتية لعام 1944 الخداع العسكري بأنه وسيلة لتأمين العمليات القتالية والأنشطة اليومية للقوات؛ وتضليل العدو بشأن وجود القوات وترتيبها والأهداف والجاهزية القتالية والخطط. وتؤكد أنه يساهم في تحقيق المفاجأة والحفاظ على الجاهزية القتالية وصمود الأهداف.

### مفهوم عام 1978
تُعرِّف الموسوعة العسكرية السوفيتية لعام 1978 الخداع بالمثل، وتضع تشديدًا إضافيًا على المستويات الاستراتيجية، وتتضمن صراحةً الإجراءات السياسية والاقتصادية والدبلوماسية إلى جانب التدابير العسكرية. فهي تكرر إلى حد كبير مفهوم موسوعة عام 1944، لكنها تضيف:
تنفذ ماسكيروفكا الاستراتيجية على المستويين الوطني والتكتيكي لتضليل العدو فيما يتعلق بالقدرات السياسية والعسكرية والنوايا وتوقيت الإجراءات. في هذه المجالات، بما أن الحرب ليست سوى امتداد للسياسة، فهي تشمل التدابير السياسية والاقتصادية والدبلوماسية وكذلك العسكرية.

### العقيدة الحديثة
يُعادل مصطلح الخداع العسكري الروسي كلمة ماسكيروفكا، ولكن هناك مصطلحات أخرى تستخدم أيضًا في المجال، بما في ذلك تومان فويني «ضباب الحرب». وتعني كلمة خيتروست موهبة القائد الشخصية في المكر والدهاء، وهي جزء من مهارته العسكرية، في حين أن الخداع يمارسه التنظيم بأكمله ولا يحمل إحساسًا بالاحتيال الشخصي؛ ولا حاجة إلى اعتبار الاستخدام الروسي للخداع على أنه «شرير». في الواقع، يُذكر مايكل هاندل القراء، في مقدمة كتاب المحلل العسكري لديفيد غلانتز، بادعاء سون تزو في كتابه فن الحرب بأن كل الحروب تقوم على الخداع. ويقترح هاندل أن الخداع جزء طبيعي وضروري بالفعل من الحرب. الهدف من الخداع العسكري هو المفاجأة (فنيزابنست) لذلك تمت دراسة الاثنين معًا بشكل طبيعي.
ومع ذلك، حذر المحلل العسكري ويليام كونور من أن العقيدة، بالمعنى السوفيتي، تغطي أكثر بكثير من التمويه والخداع. واقترح أن لها دلالة على السيطرة النشطة على العدو. بحلول وقت عملية باغراتيون في عام 1944، يجادل كونور، أن العقيدة الروسية للخداع العسكري تضمنت بالفعل كل هذه الجوانب. تطور المعنى في الممارسة والعقيدة السوفيتية ليشمل أهدافًا إستراتيجية وسياسية ودبلوماسية، وبعبارة أخرى تعمل على جميع المستويات. وهذا يختلف عن المذاهب الغربية حول الخداع، وعن عقائد حرب المعلومات، من خلال تركيزها على الجوانب البراغماتية. وفقًا للمحلل جيمس هانسن، فإن الخداع «يُعامل على أنه فن عملياتي يجري صقله من قبل أساتذة العلوم العسكرية والضباط المتخصصين في هذا المجال». وفي عام 2015، وصف جوليان ليندلي فرينش الماسكيروفكا الاستراتيجية بأنها «مستوى جديد للطموح» الذي أنشأته موسكو لتحقيق عدم التوازن في الغرب على الصعيدين السياسي والعسكري.
في المخابرات الحربية، تتوافق العقيدة الروسية تقريبًا مع المفاهيم الغربية للإنكار والخداع. عرّف فهرس المصطلحات العسكرية السوفيتية الذي وضعه جيش الولايات المتحدة منذ عام 1955 الماسكيروفكا بأنها «تمويه؛ وإخفاء؛ واستتار». وقد عرفها المعجم الدولي للاستخبارات منذ عام 1990 على أنها مصطلح المخابرات العسكرية الروسية (جي أر يو) للخداع. وقد عرّف روبرت برينغل في القاموس التاريخي للاستخبارات الروسية والسوفيتية لعام 2006 ذلك بأنه خداع استراتيجي. ولخص ذلك كتاب سكوت جيرفير فن الظلام على أنه خداع وأمن عمليات. وعلق المؤرخ توم كابج بأن الخداع العسكري كان ناجحًا للغاية بالنسبة للسوفييت، ومهما كانت تفكير الولايات المتحدة، فإنه بالنسبة للاتحاد السوفيتي كان شيئًا للاستفادة منه في كل من الحرب والسلام. وأوضح مقال في صحيفة موسكو تايمز: «إن لماسكيروفكا معنى عسكري أوسع: الخداع الاستراتيجي والعملياتي والمادي والتكتيكي. ويبدو أنه في المصطلحات العسكرية الأمريكية، يُسمى هذا إما CC&D (التمويه والإخفاء والخداع) أو D&D مؤخرًا (الإنكار والخداع). إنه كل ذلك - من الرجال الذين يرتدون أقنعة التزلج أو الزي الرسمي بدون شارات، إلى الأنشطة السرية، إلى عمليات نقل الأسلحة المخفية، إلى بدء حرب أهلية والتظاهر بأنك لم تفعل شيئًا من هذا القبيل».
لخص غلانتز العقيدة الروسية في دراسته الشاملة الخداع العسكري السوفيتي في الحرب العالمية الثانية على أنها تنطوي على الخداع الإيجابي والسلبي والمفاجأة. بالنسبة للسوفييت، تغلغل الخداع في جميع مستويات الحرب. وبما أنهم اعتقدوا أن الحرب هي مجرد امتداد للسياسة بوسائل أخرى، فإن الخداع يمكن أن يستخدم وأن يؤخذ في الاعتبار باستمرار في السياسة قبل بدء الحرب، إذا كان ذلك سينجح بشكل فعال.
حدد الباحث الدفاعي الأمريكي تشارلز سميث أبعادًا مختلفة للخداع العسكري الروسي. قسمها إلى أنواع متعددة - بصري، حراري، رادار، راديو، صوت / صمت؛ وفي بيئات متعددة - مائية، فضاء، جو - كل منها يتضمن تدابير نشطة أو خاملة؛ والجوانب التنظيمية - التنقل والمستوى والتنظيم. والمستويات هي المستويات العسكرية التقليدية والاستراتيجية والعملياتية والتكتيكية، بينما يشير التنظيم إلى الفرع العسكري المعني. أخيرًا، حدد سميث المبادئ - المعقولية، والاستمرارية من خلال السلام والحرب، والتنوع، والنشاط العدواني المستمر؛ والعوامل المساهمة، وهي القدرة التكنولوجية والاستراتيجية السياسية. 
وحلل سميث أيضًا العقيدة السوفيتية، معتبراً إياها «مجموعة من العمليات المصممة للتضليل والتشويش والتدخل عبر جمع البيانات الدقيقة فيما يتعلق بجميع مجالات الخطط والأهداف ونقاط القوة أو الضعف السوفيتية».